# Colestipolo
Il colestipolo è una resina a scambio anionico, basica, a elevato peso molecolare, simile alla colestiramina. Il colestipolo non viene idrolizzato dagli enzimi digestivi.

## Caratteristiche strutturali e fisiche
È una resina giallina, igroscopica, insapore, inodore. La resina si rigonfia a contatto con acqua o soluzioni acquose. Insolubile in acqua. Il pH di una sospensione acquosa al 10% è compreso tra 6 e 7,5. Si conserva in contenitori ermeticamente chiusi, a temperatura compresa tra 15 e 30 °C.

## Farmacodinamica
Come la colestiramina, il colestipolo è capace di chelare gli acidi biliari a livello del tratto gastrointestinale bloccandone il riciclo enteroepatico. Ciò comporta nell'organismo un aumento compensatorio della conversione di colesterolo in acidi biliari e quindi una diminuzione del pool di colesterolo, in parte controbilanciata da un aumento della sua sintesi. 
Si avrebbe quindi un aumento dei recettori epatici per le LDL con conseguente riduzione delle loro concentrazioni plasmatiche.
Attraverso un'attivazione dei processi recettoriali ad alta affinità, si avrebbe inoltre un aumento del catabolismo lipoproteico. 
Spesso nei soggetti in trattamento si verifica un aumento dei livelli ematici dei trigliceridi.

## Farmacocinetica
Il composto non viene assorbito dal tratto gastrointestinale. L'eliminazione dall'organismo avviene attraverso la formazione con gli acidi biliari un complesso insolubile che viene escreto con le feci.

## Tossicologia
Studi sperimentali sugli animali (ratto) hanno messo in evidenza valori della DL50 superiori a 4000 mg/kg peso corporeo, a seguito di somministrazione intraperitoneale, e superiori a 1000 mg/kg, quando somministrato per os.

## Usi clinici
Colestipolo trova indicazione nel trattamento delle ipercolesterolemie, in particolare della iperlipoproteinemia di tipo II, caratterizzata da elevate concentrazioni plasmatiche di LDL. Il farmaco deve essere associato a un appropriato regime dietetico ipolipemizzante e al controllo del peso corporeo, in tutti quei soggetti che non rispondono al solo trattamento dietetico.

## Effetti collaterali e indesiderati
Durante il trattamento sono stati segnalati eventi avversi e disturbi gastrointestinali, in particolare riduzione dell'appetito, nausea, vomito, stipsi (10%), aggravamento di malattia emorroidaria, dolore addominale, flatulenza e diarrea. Più raramente sono state segnalate anche ulcera peptica, irritazione ed emorragia gastrointestinale, colecistite e colelitiasi, oltre a modesto e transitorio incremento dei livelli plasmatici di ALT e di fosfatasi alcalina e alterazioni della funzionalità tiroidea.

Sono stati anche segnalati dolori articolari e muscolari, artrite e disturbi neurologici (cefalea, vertigini, stanchezza, debolezza, ansia e sonnolenza. 
Si possono osservare inoltre reazioni di ipersensibilità (rash cutaneo, orticaria, dermatite ed eczema). Occasionalmente è possibile registrare aumento dei livelli plasmatici di fosforo e cloro e diminuzione dei livelli di sodio e potassio.

## Controindicazioni
Il farmaco è controindicato nei soggetti con ipersensibilità individuale nota al principio attivo oppure a uno qualsiasi degli eccipienti utilizzati nella formulazione farmaceutica.
L'utilizzo di colestipolo nelle donne in stato di gravidanza e nei soggetti in età pediatrica è sconsigliato.
Si consiglia cautela in caso di utilizzo in pazienti affetti da stipsi e ridotta funzionalità della tiroide.

## Dosi terapeutiche
La dose orale di colestipolo è generalmente di 15-30 g al giorno, suddivisi in 2-4 somministrazioni, da sospendere in abbondante acqua o altra bibita. Allo scopo di evitare l'inalazione di granuli di colestipolo o l'irritazione del lume esofageo con successiva possibile stenosi, la resina non deve essere mai ingerita allo stato secco.

## Interazioni
- Propranololo, clorotiazide, fenobarbital, diclofenac, tetracicline, penicillina G: la contemporanea somministrazione con colestipolo sembrerebbe ridurre o ritardare l'assorbimento di questi composti.[12][13][14]
- Clofibrato, tiroxina, acido folico, acido acetilsalicilico, fenitoina, clindamicina, metildopa, tolbutamide, warfarin: la contemporanea somministrazione con colestipolo non sembra determinare interferenze significative, diversamente da quanto generalmente avviene con la colestiramina.[15]
- Digossina e digitossina: esistono dati contrastanti sulle biodisponibilità di questi composti digitalici in seguito a somministrazione concomitante di colestipolo. Per questo motivo si consiglia prudenza nell'associare tali farmaci, mentre è sempre indicato eseguire il controllo della digossinemia e della digitossinemia.[16][17]
- Sostanze nutritive, grassi, farmaci liposolubili (vitamina A, D e K) e griseofulvina: la co-somministrazione di colestipolo, abbassando la concentrazione intestinale degli acidi biliari liberi, inibisce indirettamente l'assorbimento di queste sostanze.[18]

## Avvertenze
A causa della sua alta affinità per gli anioni, il colestipolo può interferire con l'assorbimento di un gran numero di farmaci.
Il paziente pertanto deve essere istruito ad assumere eventuali altri medicinali a una certa distanza di tempo (almeno 1 ora prima oppure 4 ore dopo) dall'ingestione della resina.

Prima e durante il trattamento con colestipolo si deve effettuare il monitoraggio periodico dei livelli di colesterolo e trigliceridi. 
È necessario associare al trattamento con colestipolo un adeguato regime alimentare, in particolare povero di colesterolo e acidi grassi saturi.